# بنجامين روجرز
بنجامين روجرز هو سياسي كندي، ولد في 7 أغسطس 1837 في كندا، وتوفي في 16 مايو 1923 في نفس البلد. حزبياً، نشط في الحزب الليبرالي في جزيرة الأمير إدوارد ‏. وقد انتخب Lieutenant Governor of Prince Edward Island ‏ (1910 – 1915).